# Delias agoranis
Delias agoranis is een vlindersoort uit de familie van de Pieridae (witjes), onderfamilie Pierinae.
Delias agoranis werd in 1887 beschreven door Grose-Smith.